# Stanisław Dzierżykraj-Małachowski
Stanisław Dzierżykraj-Małachowski, ps. 1721 (ur. 18 listopada 1890, zm. 1945 w KL Sachsenhausen) – polski działacz społeczny, polityk.

## Życiorys
Urodził się 18 listopada 1890, w rodzinie Jana i Marii ze Świętochowskich. Ukończył gimnazjum w Żytomierzu (1910). Studiował prawo na Uniwersytecie Kijowskim, ukończył w Moskwie (1917). Był członkiem zarządu Związku Młodzieży Polskiej „Zet”. W latach 1917–1919 był członkiem Polskiego Komitetu Wykonawczego na Rusi i Polskiego Towarzystwa Pomocy Ofiarom Wojny w Kijowie. W 1920 ochotniczo wstąpił do Wojska Polskiego. W 1923 ukończył Akademię Prawa Międzynarodowego w Hadze. Do 1934 pracował w Ministerstwie Spraw Zagranicznych. Był także członkiem zarządu Towarzystwa Opieki nad Kresami Wschodnimi oraz członkiem Stronnictwa Narodowego.
Kierownik referatu sowieckiego wydziału wschodniego Sekcji Politycznej Departamentu Spraw Zagranicznych Delegatury Rządu na Kraj. Aresztowany na początku powstania warszawskiego, zamordowany w lutym lub marcu 1945 roku w KL Sachsenhausen.
Od 24 listopada 1917 był mężem Miry (Mirosławy) z Wrześniowskich, z którą miał syna Andrzeja (1927–1944), który poległ w powstaniu warszawskim.

## Ordery i odznaczenia
- Medal Niepodległości[1]
- Medal Dziesięciolecia Odzyskanej Niepodległości[1]
- Wielki Oficer Orderu Chrystusa (Portugalia)[1]
- Komandor II Klasy Orderu Zasługi Cywilnej (Hiszpania)[1]
- Krzyż Oficerski Orderu Korony Włoch (Włochy)[1]
- Order Wschodzącego Słońca V klasy (Japonia)[1]